# Tosca Musk
Tosca Musk  (África do Sul, 20 de julho de 1974) é uma cineasta sul-africana/canadense. Ela é produtora e diretora de longas-metragens, programas de televisão e conteúdo online. Sua web série Tiki Bar TV, e seu filme para televisão do canal Hallmark, Holiday Engagement receberam alguma atenção, com Holiday Engagement batendo recordes como o filme televisivo mais assistido no Hallmark. Ela é irmã dos empreendedores Elon e Kimbal Musk.

## Infância e juventude
Musk nasceu na África do Sul e cresceu no Canadá, criada por sua mãe divorciada. Ela atendeu a University of British Columbia nos anos 90.

## Carreira
Musk produziu e dirigiu seu primeiro longa metragem, Puzzled com a Musk Entertainment. Elon Musk foi o produtor executivo. Logo depois, ela produziu o longa The Truth About Miranda, então seguido por mais de uma dúzia de longas, filmes para televisão, incluindo o filme de terror adolescente, Cruel World, o longa no Reino Unido, The Heavy e o drama televisivo, We Have Your Husband. Em 2011, ela produziu mais três filmes televisivos que foram transmitidos no Lifetime e Hallmark no começo de 2012.
Em 2005, Musk fez parceria com Jeff Macpherson para produzir a web série, Tiki Bar TV. No mesmo ano, durante o a apresentação do Macworld Keynote (que apresentou o iPod com Vídeo) Steve Jobs mostrou Tiki Bar TV à audiência como um exemplo de vídeo podcast (um formato de mídia relativamente novo na época) que poderia ser carregado no iPod usando o software iTunes da Apple. No próximo dia, Tiki Bar TV foi para a posição número um da lista do iTunes Podcast, tornando-se um dos primeiros programas criados pelos usuários a ganhar popularidade mundial através do modelo de distribuição do iTunes.
Tiki Bar TV de Musk foi apresentado na revista Wired, como também em outros meios de comunicação. Em Julho de 2006, o show foi apresentado num perfil de Jeff Macpherson na edição "Celebrity 100" da Forbes como "one of the first breakout stars in the world of Internet television".
Musk é a cofundadora na startup de plataforma de streaming "Passionflix", junta de sua parceira, Joany Kane. Ela dirigiu vários longas para a plataforma baseada nos livros de romance mais vendidos, incluindo The Matchmaker's Playbook e Hollywood Dirt.

## Prêmios e reconhecimento
Seu filme para toda família, Country Remedy, ganhou nove prêmios, incluindo: Best Picture Awards, o Audience Award e o Spirit Award no International Family Film Festival. Tiki Bar TV foi a série mais baixada no iTunes por mais de 3 meses após o lançamento inicial e ainda é considerado um pioneiro na webséries. A série também ganhou prêmios para melhor Direção de Arte/Set Design.

## Vida pessoal
Musk é mãe de gêmeos.
- Este artigo foi inicialmente traduzido, total ou parcialmente, do artigo da Wikipédia em inglês cujo título é «Tosca Musk».